# Alokazja amazońska
Alokazja amazońska (Alocasia × mortfontanensis André) – należący do rodziny obrazkowatych (Araceae) mieszaniec dwóch gatunków alokazji: Alocasia longiloba × Alocasia sanderiana. Nazwa gatunkowa jest myląca, roślina ta nie ma nic wspólnego z Amazonią, alokazje pochodzą bowiem z lasów tropikalnych Archipelagu Malajskiego. Mają polską nazwę zakleśń, jednak jest ona mało popularna. Alokazja amazońska jest czasami uprawiana w mieszkaniach i szklarniach jako ozdobna roślina doniczkowa.

## Morfologia
PokrójBujnie rosnąca bylina o wysokości do 30 cm. Roślina wydziela trujący sok mleczny.
LiścieDuże, pojedyncze, strzałkowate, ciemnozielone, sztywne, błyszczące, o wyraźnej nerwacji, nerwy mają jaśniejszy kolor niż blaszka liściowa (są białe lub żółte). Blaszka liściowa lekko pofałdowana. Liście są głównymi walorami ozdobnymi tej rośliny, która wytwarza ich kilka.
KwiatyDrobne, pachnące, zebrane w kolbę. W mieszkaniu zakwita jednak rzadko.

## Uprawa
Należy do bardzo trudnych w uprawie, warunkiem sukcesu jest zapewnienie jej warunków jak najbardziej zbliżonych do tropikalnej dżungli.
- Wymagania. Podłoże powinno być żyzne, lekko kwaśne, przepuszczalne. Najlepsza będzie próchniczna ziemia zmieszana z gruboziarnistym piaskiem i obornikiem. Konieczny jest drenaż na dnie doniczki. Wymaga dużej wilgotności powietrza. Doniczkę należy ustawić na podłożu z kamieni stale spryskiwanych wodą lub stale wilgotnego torfu. Ziemia w doniczce nie może przeschnąć, ale nie wolno też jej zalać wodą. Światło powinno być silne, ale rozproszone. Roślinę najlepiej ustawić przy dużym oknie balkonowym, na parapecie źle rośnie. Temperatura powietrza nie może być niższa niż 16 °C, najlepiej zaś rośnie w temperaturze 23–28 °C, zimą lepiej czuje się w temperaturze niższej: 18–20 °C. W wyniku przechłodzenia po ok. 2–3 tygodniach pojawiają się na liściach plamy i liście obumierają.
- Zabiegi uprawowe. Roślinę należy systematycznie spryskiwać wodą. W lecie dobrze jest wynieść roślinę na balkon, gdzie będzie miała więcej światła, ale należy ją ustawić w miejscu zacienionym i osłoniętym od wiatrów. Dobrze czuje się nad oczkiem wodnym. Nawozić należy ją od wiosny do jesieni, najlepiej roztworem gnojowicy. Przesadzać zaleca się corocznie na wiosnę. Doniczka powinna być duża.
- Rozmnażanie. Po kilku latach roślina staje się nieładna, gdyż traci dolne liście. W związku z tym należy ją odnawiać. Najłatwiej zrobić to odcinając ostrym nożem odrosty korzeniowe powstające w nasadach zgrubiałych pędów. Ranę po cięciu zasypuje się sproszkowanym węglem drzewnym, sadzonkę zaś ukorzenia pod folią w temperaturze 25–28 °C.